# Albrecht Meno Verpoorten
Albrecht Meno Verpoorten (auch: van der Poorten; * 12. Oktober 1672 in Gotha; † 3. Juni 1752 in Danzig) war ein deutscher Gymnasiallehrer und lutherischer Theologe.

## Leben
Der Sohn des Konsistorialrats und späteren Generalsuperintendenten in Coburg Wilhelm Verpoorten (* 18. Oktober 1631; † 12. März 1686) und dessen Frau Lucia Elenora Hanneken, die Tochter des Menno Hanneken, stammt aus einer niederländischen Familie, die sich vor den Verfolgungen des Herzogs Alba nach Hamburg und Lübeck geflüchtet hatte. Seine erste Ausbildung hatte er mit acht Jahren an der Lateinschule in Coburg begonnen und seit dem zwölften Jahre am Pädagogium und mit vierzehn Jahren am Casimirianum Coburg fortgesetzt. Als um jene Zeit sein Vater starb, fand er in dem Kanzler und späteren Schwiegervater Johann Burchard Rösler, der ihn zu regem Fleiße anspornte und außerdem in mehrfacher Hinsicht wahrhaft väterlich für ihn sorgte.
Ausgerüstet mit gründlichen Vorkenntnissen bezog Verpoorten als Sechzehnjähriger 1688 die Universität Gießen. An der Auseinandersetzung, welche sich damals auf der genannten Hochschule über die „Collegia Pietatis“ zwischen Johann Heinrich May der Ältere und Philipp Ludwig Hanneken entfaltete, nahm Verpoorten umso lebhafteren Antheil, da der letztgenannte Professor sein Onkel von mütterlicher Seite war. 1692 verließ er Gießen, hielt sich kurz in Coburg auf, ging dann nach Hamburg und von dort nach Lübeck zu einem Bruder seiner Mutter. Dieser ermöglichte ihm, dass er seine Studien 1695 an der Universität Wittenberg fortsetzen konnte.
In Wittenberg  fand er bei seinem Onkel Aufnahme, der dort als Professor der Theologie nach den pietistischen Streitigkeiten eine neue Wirkungsstätte gefunden hatte. Nebenher hatte er die Vorlesungen von Johann Georg Neumann, Caspar Löscher, Theodor Dassov, Johann Deutschmann und Konrad Samuel Schurzfleisch besucht. Der griechischen Literatur, der Kirchengeschichte und der Patristik widmete sich Verpoorten mit besonderer Hingebung. Durch Verteidigung seiner zwiefachen Dissertation „de urbe nino“, erlangte er am 28. April 1696 die Magisterwürde der Philosophie und damit das Recht akademische Vorlesungen zu halten.
Der Beifall, den diese Vorlesungen fanden, hätte ihn zu der Laufbahn eines Dozenten bestimmt. Jedoch ging er auf den Rat seines Onkels, wieder in seine Heimat zurück. 1699 wurde er Pastor in Sonneberg und Adjunkt der Ephorie. 1708 wurde er Superintendent in Neustadt an der Haide. Das Jahr 1724 führte ihn nach Coburg, als Direktor des akademischen Gymnasiums Casimirianum. Er erhielt den Auftrag, Theologie, Logik und Naturrecht zu lehren. Um den Statuten der Anstalt gerecht zu werden, begab er sich abermals nach Wittenberg, wo er sich 5. September 1724 das Lizentiat der Theologie erwarb und am 8. September desselben Jahres zum Doktor der Theologie promovierte.
Die Verhältnisse, in welchen Verpoorten in Coburg lebte, gewannen für ihn einen besonderen Reiz durch die ungeschwächte Gunst, in welcher er sich bei dem Herzog Johann Ernst und bei dessen Nachfolger Franz Josias erhielt, zu bekommen. Von beiden Fürsten war er in den verschiedensten Angelegenheiten um seinen Rat befragt worden, mehrmals von ihnen zum Essen eingeladen worden und zum Begleiter auf ihren Reisen gewählt.
Doch war Verpoorten genötigt, um seine Entlassung zu bitten, als sich ihm 1731 die Aussicht eröffnete, unter vorteilhaften Bedingungen Rektor und Professor an dem akademischen Gymnasium in Danzig zu werden. Mit dieser Stelle war zugleich das Pastorat an der dortigen Dreifaltigkeitskirche verbunden. Weder das Angebot einer Gehaltszulage, noch die Zusicherung des Prädikats als Kirchen- und Konsistorialrat hielten ihn in Coburg zurück. Seitdem 1732 lebte er unter den angegebenen Verhältnissen, zufrieden und allgemein geschätzt in Danzig. Auswärtige Berufungen lehnte er seitdem ab. Er starb in hohem Alter an einem Herzinfarkt.

## Wirken
Verpoorten war ein Mann von ausgebreiteter Gelehrsamkeit. Unter den einzelnen Zweigen des theologischen Wissens war ihm keiner ganz fremd geblieben. Patristik und Exegese des neuen Testaments waren jedoch die Fächer, mit denen er sich in höherem Alter vorzugsweise beschäftigte, während in jüngeren Jahren das Studium der hebräischen Altertümer viel Anziehendes für ihn gehabt hatte. Nicht nur mit den altern Sprachen, auch mit den neuern, besonders dem Französischen, Englischen und Holländischen, war er genau bekannt. Dass ihn ein gründliches Studium der älteren und neuern Philosophie gebildet hatte, zeigte sich in seinen Schriften, wie in seinem mündlichen Vortrag, den die Gabe einer ansteckenden Rhetorik verstärkte.
In zahlreichen lateinischen Dissertationen und Programmen verbreitete er über die Exegese und Kritik des neuen Testaments, über Gegenstände der Kirchengeschichte und Patristikzahlreiche neue Aspekte. Die wichtigsten Resultate seiner Forschungen enthält der 1739 gedruckte „Fasciculus Dissertationum ad Theologiam maxime exegeticam et philologicam sacram pertinentium“. In diesem Werke bewährte sich sein Scharfsinn in Erläuterung mehrerer schwierigen Stellen des alten und neuen Testaments. Zu den symbolischen Büchern der unveränderten Augsburgischen Konfession lieferte er 1743 eine schätzbare Analecta und außerdem über einzelne Glaubensartikel, über das Dogma von der Erbsünde, der Rechtfertigung, dem neuen Gehorsam u. s. w. scharfsinnige Bemerkungen, welche unter dem Titel Positiones Theologiae ex Articulis Augustanae Confessionis 1751 von seinem Sohn Wilhelm Paul Verpoorten herausgegeben wurde.

## Werke
- Diss. de elapsu regenitorum e statu gratiae. Gießen 169?
- Diss. I et II de urbe Nino et rebus Assyriis. Wittenberg 1696
- Sacra superioris aevi analecta, quibus diversorum ad Venceslaum Lincum Epislolae continentur. Accedit Martini Luthtri Sermo ad 1 Joh. 5, 4 etc. Coburg 1708
- Leichenpredigt auf J. A. Syring. Coburg 1724
- Progr. de Pauli Epistola ad Laodicenses, adversus Jo. Millium. Coburg 1725
- Progr. ad Esa. 45, 15. Deus absconditus. Coburg 1725
- Progr. ad Luc. 2, 2 et quaedam Justini Martyris et Tertulliani loca: Lucas nati Christi testis locupletissirnus. Coburg 1725
- Progr. ad Ignatii Martyris Epistolam ad Philadelpb. cap. VIII; Mihi Archiva Christus. Coburg 1725
- Progr. ad Ignatii Martyris Epistolam ad Romanos cap. VII et Joh. 6, 51. 53 sqq. de incarnatione Christi. Coburg 1725
- Progr. ad Luc. 1, 35 de obumbratione virtutis altissimi. Coburg 1725
- Progr. de veneratione B. V. Mariae, ad Epiph. Coburg 1725
- Progr.  Tabernacula Dei in Ephrata, ad Ps. 132. Coburg 1725
- Progr. Numus census pretium pro anima, ad Exod. 30, 12-16. Coburg 1725
- Progr. quo Salfeldiae initia ex prioris sevi monumentis breviter repetit. Coburg  1727
- Progr. de scriptis Ezechielis, divi valis, ad Cod. BabyL de Sabbato cap. 1, 4 et Josephi Orig. Jud. 10, 6. Coburg 1728
- Progr. de cultu historiae litterariae et omnium bonarum litterarum. Coburg 1728
- Sciagraphia Cantici Canticorum. Coburg 1728
- Progr. de nomine Christianorum, ad locum Suetonii in Claudio Cap. XXV illustrandum. Coburg  1728
- Progr. Initia Bethleemi. Coburg 1728
- Progr. Fata Bethleemi  ex 2 Paralip. 11, 6. 12, 4. Mich. 5, 1. Coburg 1728
- Progr. Eadem ad Esdr. 2, 21. Nehem. 7, 26. Coburg 1728
- Progr. Spelunca Bethleemitica, ad Luc. 2. 6. 7. Et Justin Martyr. Coburg 1728
- Progr. Sanguiuem tinctum guttis Bethleemum, ad Luc 2, 21 et Matth. 2, 16. Coburg 1728
- Progr. Bethleemum post tempora Apostolorum. Coburg 1728
- Progr. Bethleemum medii et recentioris avei. Coburg 1728
- Progr. de ramis palmarum ad Joh. 12, 13. Coburg 1728
- Progr. Botus Cypri Christus, ad Cantic. 1, 14. Coburg 1728
- Progr. Resurrectionis Christi fons et fructus, ad Joh. 14, 19. Coburg 1729
- Der 2te Teil von G. Ludwig’s Ehre des Casimiriani academici in Coburg, oder dessen vollständige Historie. Coburg 1729
- Progr. Crux Christi coronata, ad Ezech. 21, 31. Coburg 1730
- Progr. ad Roman. 8, 11. Coburg 1730
- Progr. Pax Christi, ad Esa. 9, 6. Coburg 1730
- Progr. de lumine paschali. Coburg 1730
- Progr. Christus gentes per Spiritum Sanctum in sinum colligens ad Deuter. 33, 3. Coburg 1730
- Progr. Linguae Apostolis disperditae, ad Actor. 2, 3. Coburg 1730
- Progr. ad Joël 3, 1. 2. Coburg 1730
- Progr. ad eundem locum et Actor. 2, 17. 18. Coburg 1730
- Progr. ad 1 Corinth. 14. Coburg 1730
- Progr. Spiritus fidei, ad Ps. 116, 10 et 2 Corinth. 4, 13. Coburg 1730
- Progr. Jubilaeus Hebraeorum. Coburg 1730
- Progr. de litteris per repurgata sacra reflorescentibus. Coburg 1730
- Progr. Centrum veritatis evangelicae justitia fidei. Coburg 1730
- Progr. I—IV ad confessionem Hebraeorum veterum de praestantia fidei. Coburg 1730
- Progr. Fides Dei acerrimum amoris divini incitaraentum, ad Ps. 31, 24. Coburg  1730
- Progr. ad Roman. 8, 9. Coburg 1730
- Progr. ad Coloss. 3, 15. Coburg 1730
- Progr. de ruminanda veritate. Coburg 1730
- Progr. de animalibus Ezechielis. Coburg 1730
- Progr. Laetitia juventutis, ad Eccles. 11, 9. 10. Coburg 1730
- Progr. de Michaele Archangelo. Coburg 1730
- Progr. I et II de Gregorio VII, Pontifice Romano. Coburg 1730
- Progr. de annulo Clericorum, ad Concil. Lateran. XI. Can. XVI. Coburg  1730
- Progr. Catechesis Lutherana. Coburg 1730
- Progr. Instaurata per Hussium sacra puriora. Coburg 1730
- Progr. auspicatorium. Danzig 1732
- Progr. invit. ad inaugurat. Jo. Fidalkii, de cujus vita et scriptis quaedam afferuntur. Danzig 1732
- Oratio de facie aetatis nostrae, accuratius linguarum, maxime orientalium ct Graecae, studium et culturarn exigente. Danzig 1732
- Diss. de miraculis. Danzig 1732
- Progr. Coburgense valedictorium. Danzig 1732
- Progr. invitv ad inaugurat. H. Kuhnii, cujus simul vitam et scripta sistit. Danzig 1733
- Oratio de honestissima gentium Europaearum in pervehendis artibus mathematicis aemulatione. Danzig 1733
- Diss. de regundis theologiae naturalis finibus. Danzig 1733
- Primitiae Gedanenses. Danzig 1736
- Commentatio de G. L. Seidenbecheri vita et institute cum hypomnemate de origine opinionis ecclesiasticae. Danzig 1739
- Fasciculus Dissertationum ad Theologiam maxima exegeticam et philologiam sacram pertinentium, ad illustranda varia veteris et novi instrumenti aliorumque scriptorum loca. Danzig  1799
- Progr. de significatu . . . . Danzig 17??
- Progr. de inspectorum apud veteres dignitate. Danzig 17??
- Diss. de apostolica theologiae definitione. Danzig 17??
- Diss. de nomine theologiae. Danzig 17??
- Diss. de scriptura. Danzig 17??
- Diss. de δοξολογια, orationi  dominicae subjuncta. Danzig 17??
- Diss. de justitia fidei, ad Habac. 2, 3. Danzig 17??
- Diss. de Scripturae sacrae auctoritate. Danzig 17??
- Diss. Theses de quarto Decalogi praecepto. Danzig 17??
- Analecta ad libros symbolicos ecclesiarum invariatae Augustanae Confessioni addictorum. Danzig 1743
- Positiones Theologiae ex Articulis Augustanae Confessionis de Deo, peccato originis, Filio Dei, justificatione, ministerio ecclesiastico, nova obedientia, ecclesia, baptismo, coena Domini et confessione.   Praefatus est filius M. Guil. Paul Verpoorten de veritatibus religionis christianae fundamentalibus. Danzig 1751